# Mashtūl as-Sūq
Mashtūl as-Sūq es un distrito de la gobernación de Oriental, Egipto. En julio de 2017 tenía una población estimada de 219 794 habitantes.
Se encuentra ubicado en la zona oriental del delta del Nilo, al noreste de El Cairo.